# Прибалтійський військовий округ
Прибалті́йський військо́вий о́круг (ПрибВО) — одиниця військово-адміністративного поділу у СРСР на території окупованих країн східної Балтії, один з окупаційних військових округів, що існував у період з 1940 по 1941 та з 1945 по 1991 на території окупованої Естонії, Латвії та Литви, а також Калінінградської області СРСР.

## Історія
Утворений 11 липня 1940 року. 17 серпня 1940 року перетворений на Прибалтійський Особливий військовий округ. Включав окуповані території Латвії і Литви і західну частину Калінінської області Росії, а з 17 серпня 1940 року і остаточно окупованої Естонії.
Округ був створений відразу після окупації території східних прибалтійських держав, навіть до формального входження до складу СРСР маріонеткових союзних республік.
З початком Радянсько-Німецької війни перетворений в Північно-Західний фронт.
Прибалтійський військовий округ був знов утворений відповідно до наказу наркома оборони СРСР від 9 липня 1945 з включенням до його складу території Латвійської і Литовської РСР (раніше, з грудня 1944 територія Литви входила до Білорусько-Литовського військового округу).
Управління ПрибВО було сформоване на базі польового управління 1-го Прибалтійського фронту, що здійснював раніше керівництво Земландською групою військ. Сам 1-й Прибалтійський фронт був розформований 24 лютого 1945, а Земландська група підпорядкована 3-у Білоруському фронту.
29 січня 1946 до складу ПрибВО включений Особливий військовий округ (утворений 9 липня 1945 в північній частині окупованої Східної Пруссії, що анексована СРСР. Командувач — генерал-полковник К. Н. Галицький. У квітні 1946 на цій території утворена так звана Калінінградська область РРФСР).
З січня 1956 до складу Прибалтійського військового округу була передана територія окупованої Естоні (під іменем Естонської РСР), що з липня 1945 відносилася до Ленінградського військового округу, чим завершилося встановлення кордонів ПрибВО у тому вигляді, у якому округ існував по 1991 рік.

### Командування
- Командувачі:
  - генерал-полковник Локтіонов О. Д. (1940–1941);
  - генерал-полковник Кузнецов Ф. І. (1941);
  - генерал-майор Биязи М. М. (1943–1944);
  - генерал армії Баграмян І. Х. (1945–1954);
  - генерал армії Горбатов О. В. (1954–1958);
  - генерал армії Батов П. І. (1958–1959);
  - генерал армії Гусаковський Й. І. (1959–1963);
  - генерал-полковник, з 1968 — генерал армії Хетагуров Г. І. (1963–1971);
  - генерал-полковник Говоров В. Л. (1971–1972);
  - генерал-полковник, з 1977 — генерал армії Майоров О. М. (1972–1980);
  - генерал-полковник Постников С. І. (1980–1984);
  - генерал-полковник Бетехтін А. В. (1984–1987);
  - генерал-полковник Гришин В. І. (1987);
  - генерал-полковник Кузьмин Ф. М. (1987–1991);
  - генерал-полковник Миронов Валерий Иванович (до 11.1991).